# فردریک دین (ورزشکار)
فردریک دین (انگلیسی: Frederick Dean; ۱ سپتامبر ۱۸۸۰ – ۱ سپتامبر ۱۹۴۶) بازیکن هاکی روی چمن اهل بریتانیا بود.